# Dedina Mládeže
Dedina Mládeže, ungarisch Ifjúságfalva (wörtlich „Dorf der Jugend“) ist eine Gemeinde in der Westslowakei. Sie liegt im Donautiefland am rechten Ufer der Waag, 5 km nördlich der Stadt Kolárovo.

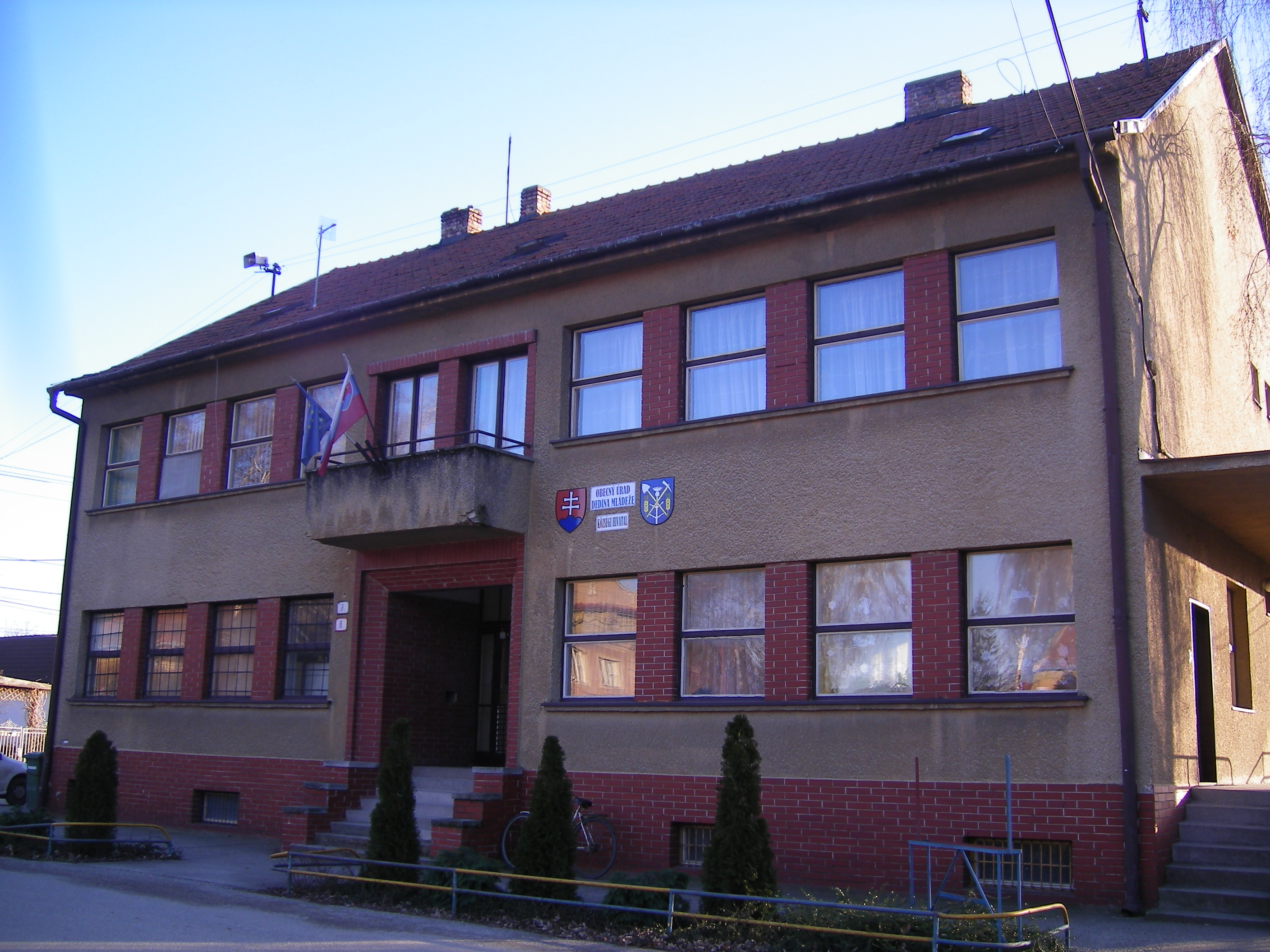
Gemeindeamt von Dedina Mládeže

Der Ort wurde am 4. April 1949 von jungen Freiwilligen, die die „Strecke der Jugend“ (Trať Mládeže) bauten, als Družstevná gegründet. Nachdem es zunächst auf dem Gebiet der Stadt Kolárovo sowie Teilen der Gemeindeflächen von Komoča, Neded und Zemné lag, wurde die Gemeinde 1954 als Dedina Mládeže selbständig und sollte im Zuge der Kollektivierung der Landwirtschaft auf dem Lande als Vorbild dienen.
Zur Gemeinde gehört neben dem Hauptort auch die nördlich gelegene Siedlung Malý Ostrov (ungarisch Kissziget).

## Bevölkerung
| Jahr                | 1994 | 2004    | 2014    | 2024    |
| ------------------- | ---- | ------- | ------- | ------- |
| Anzahl der Personen | 527  | 499     | 454     | 415     |
| Unterschied         |      | −5,31 % | −9,01 % | −8,59 % |

| Jahr                | 2023 | 2024    |
| ------------------- | ---- | ------- |
| Anzahl der Personen | 424  | 415     |
| Unterschied         |      | −2,12 % |